# Себастьян Тутан
Себастьян Тутан (народився 9 листопада 1992 року) — канадський сноубордист, перший і чинний олімпійський чемпіон зі сноубордингу серед чоловіків у дисципліні Біг-ейр. 

## Кар'єра
Тутан завоював срібну медаль зі сноуборд-біг-ейру в 2011 році на Winter X Games XV в Аспені, штат Колорадо, залишивши позаду себе Торстейна Хоргмо. Він також виграв золото зі сноуборд-слоупстайлу на тих же іграх. Це було його перше золото на подібних змаганнях..
Навесні 2011 року, він став третьою людиною у світі, що здійснила потрійний корк (англ. triple cork, backside 1440).
Тутан був членом канадської олімпійської збірної 2014 року. Він посів третє місце у кваліфікаційному раунді і був дев'ятим у фіналі на змаганнях зі сноуборду у дисципліні слоупстайл серед чоловіків.
Тутан пізніше приєднався до олімпійської команди Канади 2018 року в Пхьончхані. Він виступав у дисициплінах слоупстайл та біг-ейр. Він зайняв 11-е місце у слоуп-стайлі, а 24 лютого 2018 року став першим олімпійським чемпіоном з біг-ейр (дослівно: великого повітряного руху) на Зимових Олімпійських іграх 2018 року, увіковічнивши таким чином себе та Канаду.

## Історія та результати виступів
- 3-е місце Гран-Прі США 2015 — Слоупстайл
- Поїздка 2014 Шмон — Найкращий Трюк
- 2 місце Дью Тур 2014 — Слоупстайл
- 1 місце високий АСТ милі — Слоупстайл
- 2013 Європейських X Зимових Ігор Золото — Слоупстайл
- 1 місце ТТР 2012 абсолютний чемпіон
- 1-й в цілому в 2012 Дью тур на кінець року рейтингу — Слоупстайл
- 1-е місце 2012 Burton Open: Вермонт — Слоупстайл
- 2012 Winter X Games  Бронза — Біг-Ейр
- 2011 Winter X Games Золото — Слоупстайл
- 2011 Winter X Games Срібло — Біг-Ейр
- 5-час їзди на Shakedown Champion (2006, 2009, 2011, 2012, 2014)
- Зимова Олімпіада 2018: Олімпійський Чемпіон — Біг-Ейр